# Podeželska zabava. Veselje vojakov
S sliko Podeželska zabava. Veselje vojakov je Jean-Baptiste Pater kandidiral za sprejem na Kraljevo akademijo za slikarstvo in kiparstvo, 1728. 
Je bila del zbirke Akademije v Palais du Louvre. Lokacija ni bila določena med letoma 1793 in 1852, datum, ko je delo ponovno citirano v Louvru.